# Alexandru Savopol
Alexandru Savopol (n. 1886 – d. 1938) a fost un medic și un pionier român al radioamatorismului din țară. A contribuit la înființarea primului radio-club din România (în martie 1926, la Craiova) și la gruparea radioamatorilor de emisie-recepție în „Asociația Amatorilor Români de Unde Scurte”, înființată în martie 1936, al cărei prim președinte a fost.
A fost cunoscut sub indicativul CV5AS, ER5AS, YR5AS, a efectuat prima emisiune de radioamator din Oltenia (1926), o suitã de transmisiuni radiofonice destinate publicului (începând cu 26 septembrie 1926) precum si o suitã de emisiuni destinate copiilor (1927). Alexandru Savopol solist la Filarmonica din Bucuresti (1919)